# Dudley Carleton
Dudley Carleton (10 mars 1573 – 15 février 1632) est un collectionneur d'art, diplomate et secrétaire d’État anglais.

## Biographie
Second fils d'Anthony Carleton de Brightwell Baldwin dans l'Oxfordshire et de Joyce Goodwin, fille de John Goodwin de l'Upper Winchendon, Buckinghamshire, Dudley Carleton naît le 10 mars 1573. Il est envoyé faire ses études à Westminster School et à Christ Church, où il obtient son baccalauréat universitaire ès lettres en 1595 puis le Master of Arts en 1600. Il trouve un emploi de secrétaire auprès de Sir Edward Norreys à Ostende. En 1598, il assiste le neveu de Sir Norreys, Francis Norreys, dans une mission diplomatique à Paris menée par Charles Howard. En 1603, il devient le secrétaire de Thomas Parry, ambassadeur à Paris, poste qu'il quitte rapidement pour entrer au service d'Henry Percy.
Dudley Carleton retourne au parlement d'Angleterre de 1604 comme membre du bourg pourri de St Mawes. En tant que parlementaire, il est un apologiste des cas impopulaires.
En raison de sa connexion avec le comte de Northumberland, son nom est associé à la conspiration des poudres en 1605. Dudley Carleton quitte l'Angleterre en novembre 1605. Il accompagne Francis Norreys (comte de Berkshire) et le comte de Nottingham en Espagne. Francis Norrey tombe malade à Paris sur le chemin du retour et Carleton était à Paris lorsqu'il est découvert que la maison des conspirateurs, adjacente à la voûte piégée sous le Parlement, a été sous-loué par Thomas Percy en mai 1604 en utilisant le nom de Carleton et d'un autre membre de la maison de Northumberland. Sommé de revenir, Carleton est emprisonné pendant un mois avant d'être relâché grâce à l'influence de Robert Cecil. Robert Cecil, en fait, savait très bien que Carleton était détenu à Paris à partir de septembre, par des lettres détaillant le traitement de Norreys qui était un allié politique.

## Ambassadeur en république de Venise
En 1610, Dudley Carleton est anobli et devient ambassadeur à Venise pour conclure le traité d'Asti. L'essentiel de son travail consiste en la résolution d'affaires religieuses. Il envoie l'ex-Carmélite Giulio Cesare Vanini en Angleterre, il aide également Giacomo Castelvetro à sortir de la prison inquisitoriale en 1611. Pour le roi, il commande un rapport de Paolo Sarpi à propos de la théologie de Conrad Vorstius. Son personnel comprend Isaac Wake et Nathaniel Brent, qui, plus tard, publiera clandestinement l'histoire de Sarpi du concile de Trente.
Dudley Carleton, en tant que diplomate, entretient une importante correspondance, avec par exemple des lettres de George Abbot, l'archevêque de Canterbury, à propos des apostats anglais et des conversions éventuelles de catholiques. Il transmet des informations aux espions comme Sarpi qui avait un réseau très important et recrute des informateurs comme le juriste napolitain Giacomo Antonio Marta.
Encouragé par Walter Cope, il commence à chercher des œuvres d'art par le biais du marchand installé à Venise, Daniel Nijs, pour Charles, duc d'York et le comte de Salisbury ; Carleton, comme son prédécesseur à Venise Henry Wotton, a promu efficacement l'esthétique italienne et le Grand Tour dans la haute société des Stuart.

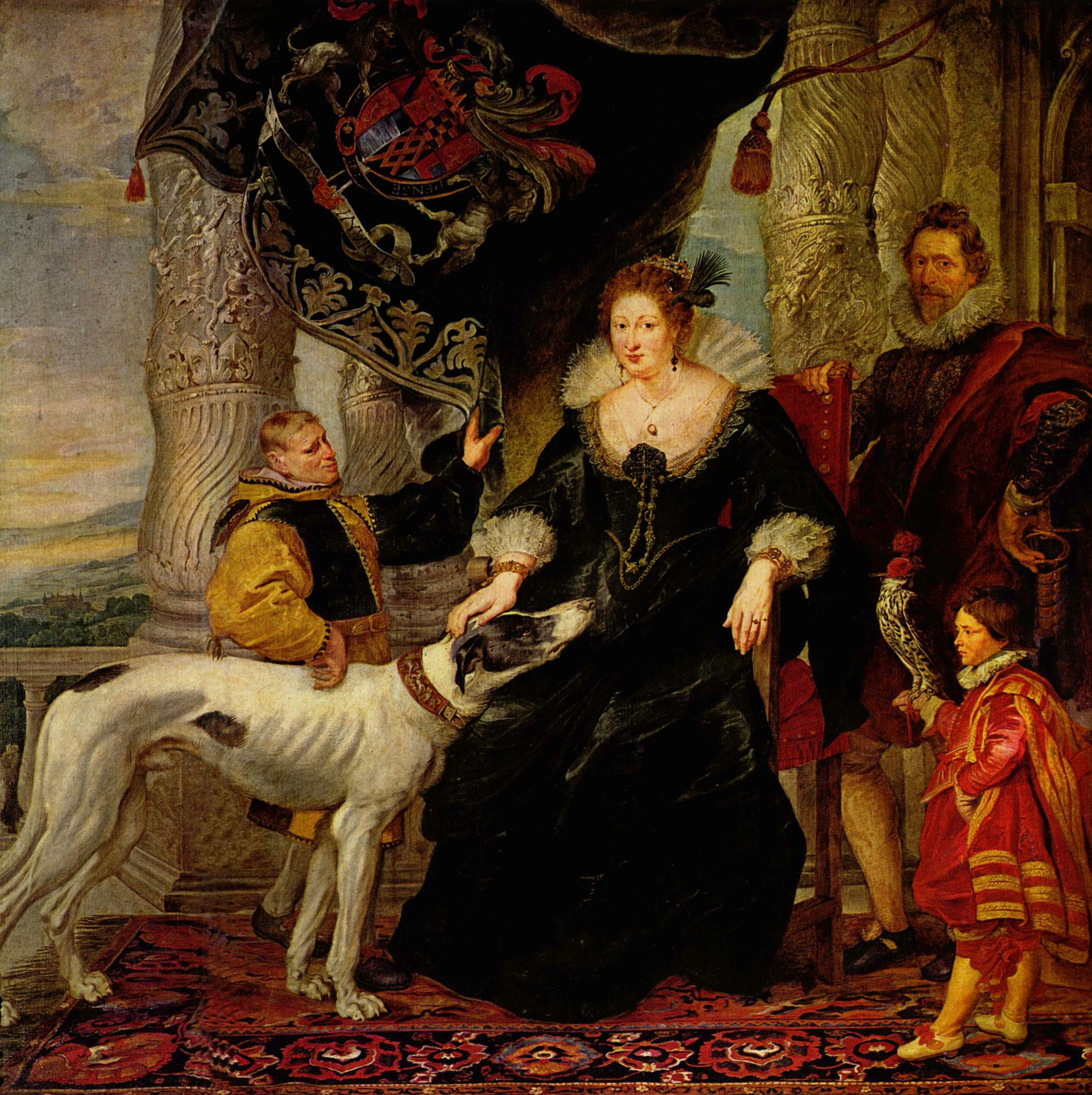
Pierre Paul Rubens, portrait de Dudley Carleton avec Alethea Howard vers 1620.

## Ambassadeur aux Provinces-Unies
La situation religieuse aux Pays-Bas était devenue lourde, pendant la Trêve de douze ans, avec l'affrontement entre les remontrants et les contre-remontrants. Matthew Slade, un contre-remontrant, est un informateur de Dudlay Carleton. Maurice de Nassau soutient les contre-remontrants et l'orthodoxie calviniste et s'oppose à Johan van Oldenbarnevelt, dans le camp opposé, en lice pour la domination dans les sept provinces. Carleton, lui-même calviniste genevois orthodoxe, voit cette querelle religieuse comme affaiblissant un allié. Il pesait du côté de Maurice, en accord avec la pensée de l'abbé et du roi pressé pour le synode de Dordrecht. Une délégation britannique, qu'il a aidé à choisir avec l'abbé, est dirigée par un de ses cousins, George Carleton.
Carleton poursuit ses intérêts dans le commerce de l'art. Il échange des marbres pour des peintures avec Rubens, sert d'intermédiaire pour des collectionneurs comme Robert Carr, Philip Herbert, George Villiers, le duc de Buckingham et envoie des peintures de Daniel Mytens l'Ancien et Gerrit van Honthorst à Thomas Howard.
Lors de l'intensification de la période palatine de la guerre de Trente Ans de 1620, Carleton réalise les grandes limites de sa ligne diplomatique : Maurice et James ont des intentions très différentes concernant Frédéric V du Palatinat, qui était respectivement le neveu et le beau-fils des deux hommes. Maurice souhaitait la guerre sur la frontière allemande afin d'immobiliser les Espagnols, tandis que James voulait la paix. Frédéric réclama la couronne de Bohême, en suivant les vues de Maurice, et est lourdement défait lors de la bataille de la Montagne Blanche et déclenché la guerre de Trente Ans, et a perdu le Palatinat.

## Correspondance
Les lettres qui sont parvenues jusqu'à nous couvrent pratiquement l'ensemble de l'histoire des affaires étrangères entre 1610 et 1628. Ces lettres d'ambassadeur à La Haye, de janvier 1616 à décembre 1620, ont été publiées pour la première fois par Philip Yorke en 1757 et celles de 1627 par Thomas Phillipps en 1841. Les autres lettres sont imprimées dans la collection Cabala au XVIIe siècle et dans Court and Times of James I and Charles I de Thomas Birch. La plupart de la correspondance est restée à l'état de manuscrit dans les papiers d’État. Son correspondant régulier est l'écrivain John Chamberlain, qui a gardé ses courriers de 1597 jusqu'à la fin de sa vie en 1628 et 452 lettres ont survécu. Sa correspondance avec son employé John Hales lors du Synode de Dort est publié en 1659.
Dudley Carleton et John Chamberlain appartiennent à un cercle d'intellectuels où figurent également Thomas Allen, William Gilbert et Mark Ridley.
Les lettres de Dudley Carleton sont notamment considérées comme une source majeure sur le réseau de patronage de son époque.

## Famille

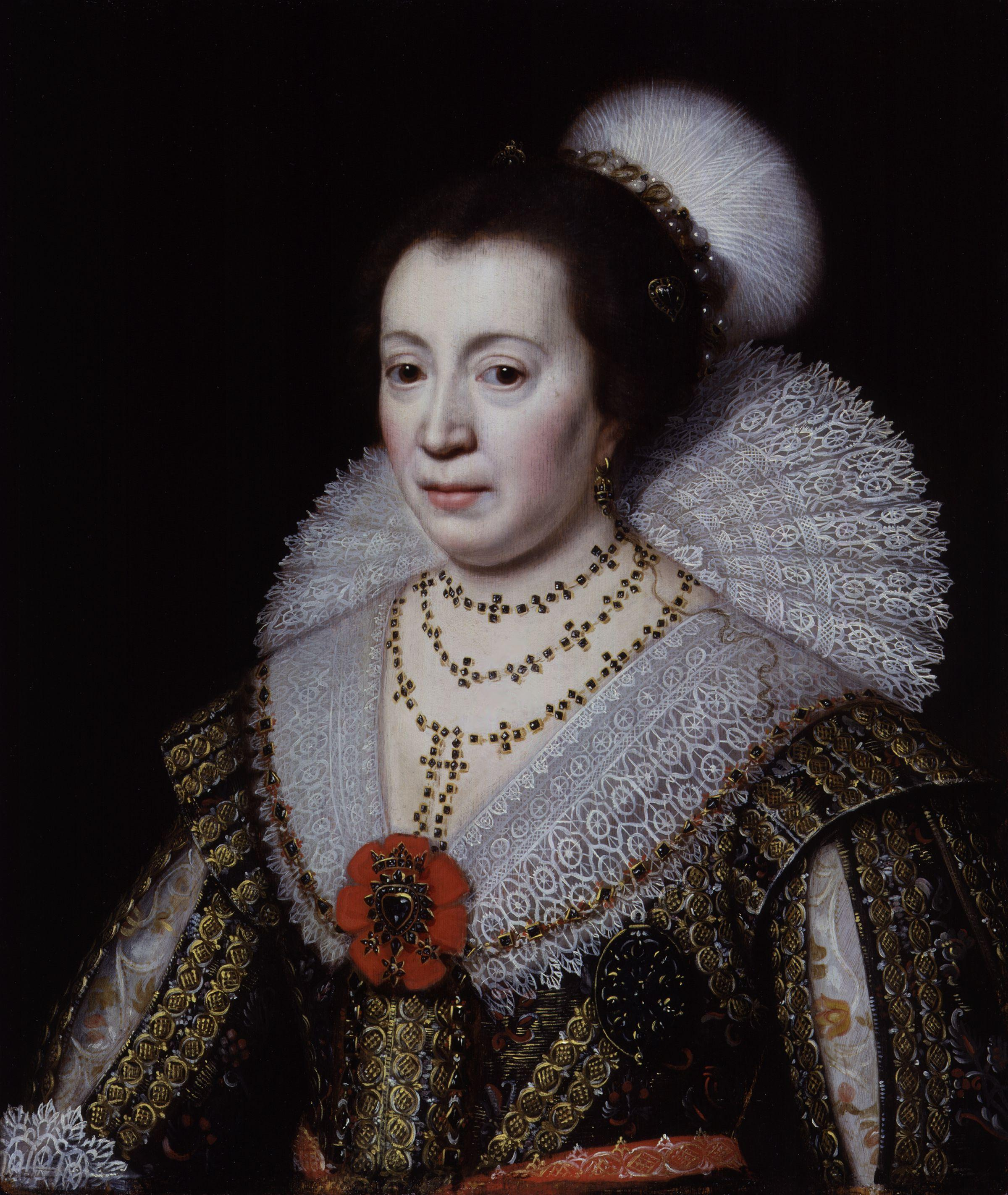
Portrait de la seconde femme de Carleton par l'atelier de Michiel Jansz. van Mierevelt vers 1625.

Carleton se marie en novembre 1607 avec la veuve Anne Treday (née Gerrard), fille de William Garrard et Margaret Dacres. Anne meurt en 1627, sans laisser d'enfant. Dudley Carleton se remarie en 1630 avec Anne Bayning, veuve de Paul Bayning et fille d'Henry Glemham. Elle meurt en 1639 et leur seul enfant mourut jeune : le titre de Dudley Carleton mourut avec lui,.

### Sources
- (en) Cet article est partiellement ou en totalité issu de l’article de Wikipédia en anglais intitulé « Dudley Carleton, 1st Viscount Dorchester » (voir la liste des auteurs).